# پرایانو
پرایانو (به ایتالیایی: Praiano) یک کومونه در ایتالیا است که در استان سالرنو واقع شده‌است.

## خصوصیات
پرایانو ۲ کیلومترمربع مساحت و ۲٬۰۸۱ نفر جمعیت دارد.